# دارسي لانج
دارسي لانج (بالإنجليزية: Darcy Lange)‏ هو فنان نيوزيلندي، ولد في 22 سبتمبر 1946 في Urenui ‏ في نيوزيلندا، وتوفي في 8 أغسطس 2005 في أوكلاند في نيوزيلندا.